# Anarthriaceae
- Commons
- Wikispecies

Anarthriaceae D.F.Cutler & Airy Shaw é, segundo o sistema sistema APG II de 2003, uma família de plantas floríferas pertencente à ordem Poales.
Esta família tem sido raramente estudada pelos taxonomistas.
São plantas herbáceas com aspecto de junco e são encontradas nas zonas temperadas do sudoeste da Austrália.

## Taxonomia
No sistema de Cronquist (1981-1988) não existe esta família.
O sistema APG coloca a família na ordem Poales com um único gênero, Anarthria.
O sistema APGII classifica a família na ordem Poales com 3 gêneros
- Anarthria R. Br.
- Hopkinsia W. Fitzg.
- Lyginia R. Br.

## Gêneros
A família Anarthriaceae possui 3 gêneros reconhecidos atualmente.
- Anarthria
- Hopkinsia
- Lyginia

## Sinonímia
- Hopkinsiaceae B. G. Briggs & L. A. S. Johnson
- Lyginiaceae B. G. Briggs & L. A. S. Johnson